# ドイツ社会主義労働者党
ドイツ社会主義労働者党（ドイツしゃかいしゅぎろうどうしゃとう、ドイツ語: Sozialistische Arbeiterpartei Deutschlands, SAPD）は、かつてドイツに存在した政党。ただし、
1. 1875年から1890年まで存在し、ドイツ社会民主党に改称したドイツ社会主義労働者党
2. 1931年から1945年まで存在したドイツ社会主義労働者党

の2つがある。後者はSozialistische Arbeiterpartei, SAPと呼ばれることもある。

## ドイツ社会主義労働者党（1875年 - 1890年）
1875年設立のドイツ社会主義労働者党（SAPD）は、ゴータにおいて、世界で初めて議席を獲得した社会主義政党であったフェルディナント・ラッサールの全ドイツ労働者協会（ADAV）と、アウグスト・ベーベルとヴィルヘルム・リープクネヒトのドイツ社会民主主義労働者党（SDAP）が合併して生まれたドイツの左翼政党。
ドイツ社会民主労働党のマルクス主義「アイゼナハ派」と、それよりは穏健な「ラサール派」の統一は、1875年の6月22日から27日にかけて行われ、同時に「ゴータ綱領」（de:Gothaer Programm）も採択された。3年後、ビスマルクによって制定された社会主義者鎮圧法によって、党は地下に押しやられた。党の代議士たちはなお議会に出ることを許されたが、集会・組織化・会報の出版が禁じられた。
1877年には国会の選挙で50万票を獲得した。1890年には、なおも社会主義者鎮圧法は続いていたが、140万票を得て勝利し、ドイツ最大の政党になった。
社会主義者鎮圧法は、ビスマルクが社会主義を危惧した結果だった。ビスマルクは社会主義者たちが2つの暗殺未遂事件の犯人であると信じていた。社会主義者鎮圧法は3年ごとに更新されたが、1890年の秋にビスマルクが政界を去った時、それは終わった。すぐさまドイツ社会主義労働者党は党名をドイツ社会民主党（SPD）に改称し、それは現在まで続いている。

## ドイツ社会主義労働者党（1931年 - 1945年）
1931年秋に設立された第二のドイツ社会主義労働者党（SAPD、SAP）は、ドイツ社会民主党から分離した左翼分派のグループである。1932年、共産党から分離した何人かがこのグループに加わったが、党の規模は小さいままだった。1933年から、グループのメンバーは非合法にナチズムに反対して活動した。
後にヴィリー・ブラントとして知られることになるヘルベルト・エルンスト・カール・フラームは若い頃（1931年）、師ユリウス・レーバーの忠告に背いて、リューベックでこのグループに加わった。ブラントは自伝にこう書いている。「1931年の秋、ナチとドイツの国家主義者たち、突撃隊（SA）、前線兵士同盟たちがハルツブルク戦線を結成した……党指導者による懲戒的な措置の結果として、社会民主主義の左翼が分離したのはちょうどその時のことだった。少数の国会議員と（とりわけザクセン州の）活動的な党のグループ、とくに大部分の若い社会主義者が、ドイツ社会主義労働者党の結成に参加を呼びかけた人々に続いた」。
1934年、SAPDの若者たちがInternationales Büro Revolutionärer Jugendorganisationenの設立に参加した。オランダで会議が開かれたが、オランダ警察によって散会させられ、数人のSAPD代議員はドイツ当局に引き渡された。この会議は後にリールで再招集された。ブラントは組織の書記官に選出され、スウェーデンで活動した。
SAPDはInternational Revolutionary Marxist Centreに属したが、統一戦線と人民戦線の問題で、大部分のインターナショナル、独立労働党（Independent Labour Party）とともに瓦解した。
第二次世界大戦期、一部のSAPDメンバーがグレートブリテン島に移住し、そこで党のために活動した。彼らの多くはドイツ社会民主SPDのメンバーになった。したがってこのSAPDは第二次世界大戦以降再結成されることはなかった。ブラントも後にSPDの党首になった。